# فيليب بيريز
فيليب بيريز (بالبرتغالية: Felipe Pires‏) (18 أبريل 1995 بساو باولو في البرازيل - ) هو لاعب كرة قدم برازيلي في مركز الهجوم. لعب مع إف إس في فرانكفورت ونادي ريد بل سالزبورغ ونادي هوفنهايم ونادي ليفيرينج.

## وصلات خارجية
- فيليب بيريز على موقع قاعدة بيانات كرة القدم.إي يو (الإنجليزية)
- فيليب بيريز على موقع Soccerway.com (الإنجليزية)
- فيليب بيريز على موقع عالم كرة القدم.نت (الإنجليزية)
- فيليب بيريز على موقع AS.com (الإسبانية)